# Gustavo Testa
Gustavo Testa (Boltiere, 28 luglio 1886 – Città del Vaticano, 28 febbraio 1969) è stato un cardinale e arcivescovo cattolico italiano.

## Biografia
Fu delegato apostolico in Egitto dal 1934 al 1948, in Palestina e a Gerusalemme dal 1948 al 1953 e poi nunzio apostolico in Svizzera dal 1953 al 1959. Papa Giovanni XXIII lo elevò al rango di cardinale nel concistoro del 14 dicembre 1959.
Partecipò al conclave del 1963 che elesse papa Paolo VI.

## Genealogia episcopale e successione apostolica
La genealogia episcopale è:
- Cardinale Scipione Rebiba
- Cardinale Giulio Antonio Santori
- Cardinale Girolamo Bernerio, O.P.
- Vescovo Claudio Rangoni
- Arcivescovo Wawrzyniec Gembicki
- Arcivescovo Jan Wężyk
- Vescovo Piotr Gembicki
- Vescovo Jan Gembicki
- Vescovo Bonawentura Madaliński
- Vescovo Jan Małachowski
- Arcivescovo Stanisław Szembek
- Vescovo Felicjan Konstanty Szaniawski
- Vescovo Andrzej Stanisław Załuski
- Arcivescovo Adam Ignacy Komorowski
- Arcivescovo Władysław Aleksander Łubieński
- Vescovo Andrzej Stanisław Młodziejowski
- Arcivescovo Kasper Kazimierz Cieciszowski
- Vescovo Franciszek Borgiasz Mackiewicz
- Vescovo Michał Piwnicki
- Arcivescovo Ignacy Ludwik Pawłowski
- Arcivescovo Kazimierz Roch Dmochowski
- Arcivescovo Wacław Żyliński
- Vescovo Aleksander Kazimierz Bereśniewicz
- Arcivescovo Szymon Marcin Kozłowski
- Vescovo Mečislovas Leonardas Paliulionis
- Arcivescovo Bolesław Hieronim Kłopotowski
- Arcivescovo Jerzy Józef Elizeusz Szembek
- Vescovo Stanisław Kazimierz Zdzitowiecki
- Cardinale Aleksander Kakowski
- Papa Pio XI
- Cardinale Alfredo Ildefonso Schuster, O.S.B.
- Cardinale Gustavo Testa

La successione apostolica è:
- Arcivescovo Giuseppe Mazzoli (1935)
- Vescovo Vincent Gelat (1948)
- Vescovo Joseph Hasler (1957)
- Vescovo Johannes Vonderach (1957)